# Подвис (област Бургас)
Вижте пояснителната страница за други значения на Подвис.
Подвис е село в Югоизточна България. То се намира в община Сунгурларе, област Бургас.

## География
Селото се намира на 18 km от общинския център Сунгурларе и на 82 km от областния център Бургас. Стидовската планина – едно от южните разклонения на Източна Стара планина, която започва край връх Българка над Сливен, завършва на изток също с връх, който в някои географски изследвания е означен с името Подвиски. Жителите на с. Подвис наричат този връх Облеченото кале, защото върхът е „облечен“ с габър и други дървета и храсти, за разлика от другото кале – Голото, чийто връх представлява гола, заоблена камениста чука. Голото кале е разположено на югозапад от Облеченото кале, от което го дели само ниска седловина. Между двете калета има и друга разлика: Облеченото наистина е било кале – крепост, чиито основи са запазени и до днес; на Голото кале крепост не е съществувала.
От Голото кале на запад и малко на югозапад следват други по-малки и по-ниски възвишения. Заедно с двете „калета“ те всъщност представляват единно планинско възвишение, с което завършва Стидовската планина.
Непосредствено под южното подножие на това възвишение, на 410 метра над морското равнище, е разположено с. Подвис. От своето местоположение то е поучило името си, което означава "под височина". От неговата географска точка се разкрива широк простор. На североизток и изток линията на хоризонта се очертава от билата на планинските възвишения над с. Прилеп, Ришкия проход и планините около селата Съединение, Планиница и Дъскотна. На югоизток и юг тя се очертава от Братовския масив и планинските възвишения над селата Скалак и Завет. В южната посока линията на хоризонта се очертава още от възвишенията над Карнобат. На югозапад и запад тя завива по планинската верига Гребенец и се слива отново на север със Стидовската планина.
Географското местоположение на с. Подвис определя и неговия климат. По своя характер той е нископланински, с чист въздух и прохладно лято. Особен микроклимат на селото му придава възвишението, под което е разположено: сравнително високо, то пази завет от студените зимни северни ветрове.
В землеописателната характеристика е твърде интересна хидрографията. От всички водни източници само река Луда Камчия е отбелязана на географската карта на България. Тя протича на изток покрай северните склонове на Подвиските възвишения и служи за северна граница на землището на селото. Преди да стане част от чашата на язовир Камчия, тя е имала голямо икономическо значение за жителите на Подвис.

## История
Изключително трудно е да се даде точен отговор на въпроса кога е положено началото на с. Подвис, но землището му е сравнително богато на археологически находки, на материални следи, които показват, че в по-малка или по-голяма близост до сегашното му местоположение са живеели хора, развивана е човешка дейност от древни времена.
Най-древната следа отвежда на около 3 км югозападно от селото, в местността, която жителите на Подвис и днес наричат Черковчето. Ако се съди от наименованието, тук би трябвало да е съществувала християнска култова сграда – църква или поне параклис. Предполага се, че са били малки подземни черквици, строени навярно в онова време, когато християнството е било гонено. Те са били естествено закривани от някогашната непроходима гора, остатъци от която има и днес, макар да е доста изсечена и унищожена.
Друга следа от античната епоха и в още по-голяма близост до Подвис, ни отвежда в югоизточната посока, в местността Върбовец. Тук на около 700 метра от селото, вляво от шосето при обработка на земята, на повърхността са излизали керамични отломки. Предполага се, че те са фрагменти от битова и строителна керамика от античната епоха.
В землището на Подвис съществуват останки и на две надгробни могили – първата на 1800 метра западно от селото и вдясно от пътя за с. Есен, а втората на около 2 км от селото, на десния бряг на Стумбелската рекичка.
Немалко следи съществуват и като късноантични и средновековни археологически обекти. Една от тези следи ни отвежда на северозапад от селото, в местностите Златна страна и Златен кайряк.
От всички археологически находки обаче е най-значителна крепостта Калето, по-точно Облеченото Кале. Разположено е на около 2,5 км североизточно от Подвис върху най-високия връх, с който завършват подвиските възвишения. Останките от керамика в района са от ранновизантийски (V – VI век) и български произход (XII – XIV век). Това показва, че крепостта над селото е била използвана като важно военно съоръжение и от българската държава до падането ѝ под османска власт. С решение на Министерския съвет от 1965 г. е обявена за национален паметник на културата.
Големият български революционер, политик и писател Захари Стоянов (Джендо Стоянов Джедев) е бил овчар в с. Подвис от 1866 до 1870 г.
През 1941 г. селото се споменава в архивен документ от Бургаската областна дирекция за състоянието на службите, настроенията и пропагандата сред населението.

## Население

### Етнически състав
Преброяване на населението през 2011 г.
Численост и дял на етническите групи според преброяването на населението през 2011 г.:
|                     | Численост |
| Общо                | 519       |
| Българи             | 484       |
| Турци               | 22        |
| Цигани              | 7         |
| Други               | -         |
| Не се самоопределят | -         |
| Неотговорили        | 3         |

## Културни и природни забележителности
- Чешма Вододел. Водата ѝ се влива в Бяло и Черно море.[4]

- Язовир „Камчия“, осигуряващ питейно водоснабдяване на 73 населени места.

Народната носия на подвисци е забележителна и прочута. За селото и не само за него, тя е наследство с голяма историческа и културно-художествена стойност.
Подвиската народна носия е съхранена и пренесена по време на османската власт. В селото не е запомнено българин да е слагал на главата си фес, освен тези, които са били помохамеданчвани. Калпакът винаги е бил и си останал символ на българското.
Най-забележителна, разбира се, е женската народна носия. Тя се дели на булчинска и моминска. Булчинската народна носия започвала от ризата. Тя била дълга до петите и се шиела от най-хубавото, кастарено платно. Ръкавите ѝ били широки и падали свободно до китките на ръцете.
Най-забележителен бил сукманът. Той се шиел от домашно изтъкан плат, от много тънко предена вълна и се боядисвал само в черен цвят.
Празничното моминско народно облекло било също богато на украса. Ръченикът бил от баро и се завързвала вала. Момата винаги излизала с голяма китка на главата.
В сравнение с женската, мъжката народна носия е по-строга и по-ограничена по отношение на цветовата си гама. Абата, от която се шиели потурите, не се боядисвала. Почтено място заемала ризата. Тя се шиела от домашно, памучно платно. Абата се шиела с ръкави, без копчета. Носила се винаги разкопчана.
Красиво и вълнуващо било хорото на Подвис. Без него празник не ставал. На Коледа и Великден то се виело по три дни. Не минавали без хора и семейните празници и тържества. Самата сватба започвала в съботния следобед с „руменик“ – голямо хоро на „Беглишки харман“.

## Редовни събития
В селото се спазват традициите. Всички, млади и стари се събират по празниците, като Великден и Коледа. Тогава те си припомнят всичко, което са преживели, колко безгрижно са израснали. Малките продължават традициите на техните прадеди, момците – коледуват, а момите – лазаруват.
На Антарктида има седловина носеща името на селото – седловина Подвис. Намира се на Брега на Дейвис, Земя на Греъм.

## Личности
- Кольо Коларов (1924 – 2007), български офицер, генерал-лейтенант от Държавна сигурност.